# Wielosesyjność (system operacyjny)
Wielosesyjność (cecha systemu operacyjnego) – możliwość, aby z systemu korzystało jednocześnie wielu użytkowników. Niezbędnymi warunkami pracy wielosesyjnej jest wielozadaniowość oraz możliwość obsługi wielu urządzeń wejścia/wyjścia (ekran, klawiatura) lub pracy zdalnej (np. przez terminal szeregowy VT100, Telnet, SSH czy X Window System). Klasycznymi przykładami systemów wielosesyjnych są systemy klasy Unix (np. NetBSD, czy popularniejszy Linux). Istnieją próby implementacji wielosesyjności w systemie Windows XP pod postacią polecenia „Przełącz użytkownika”, lub implementacji serwera SSH/telnet, jednak ich użyteczność jest znacznie ograniczona.